# Käyräsvaara
Käyräsvaara är en kulle i Finland.   Den ligger i den ekonomiska regionen Norra Lappland och landskapet Lappland, i den norra delen av landet, 800 km norr om huvudstaden Helsingfors. Toppen på Käyräsvaara är 312 meter över havet, eller 105 meter över den omgivande terrängen. Bredden vid basen är 8,9 km.
Terrängen runt Käyräsvaara är huvudsakligen platt. Trakten runt Käyräsvaara är nära nog obefolkad, med mindre än två invånare per kvadratkilometer. Närmaste större samhälle är Sodankylä, 18,2 km norr om Käyräsvaara. 